# Gáspár Katalin (újságíró)
Gáspár Katalin (Budapest, 1951. február 18. –) magyar újságíró, lapszerkesztő.

## Életútja
1951. február 18-án született Budapesten Gáspár Géza fotóriporter és Reich Gizella kesztyűkészítő mester gyermekeként. 
1969-ben érettségizett, majd 1972 és 1975 között elvégezte a MÚOSZ Újságíró Iskoláját. 1977 és 1979 között a Marx Károly Közgazdaságtudományi Egyetem kiegészítő szakán szerzett diplomát.
1970 és 1977 között a Hírlapkiadó Vállalat, a Magyar Nemzet és a Magyar Ifjúság munkatársa volt. 1978-tól a Pallas Lap- és Könyvkiadó Vállalat szerkesztő-újságírójaként tevékenykedett. 1985–86-ban az Újítók Lapja, 1986–87-ben az Üzenet, 1988–89-ben a Magyar Hírlap, 1989-től az RTV Újság munkatársa volt. 1996-tól a Magyar Hírlap Karrier rovatának egyik újságírója. 1973 óta MÚOSZ-tag.

## Díjai
- Újságírói Nívódíj (1974)